# Еврейское кладбище (Новы-Жмигруд)
Еврейское кладбище (пол. Cmentarz żydowski) — иудейское кладбище, находящееся в селе Новы-Жмигруд, Ясленский повят, Подкарпатское воеводство, Польша. Кладбище находится на улице Ясельской. Исторический памятник Подкарпатского воеводства.

## История
Современное еврейское кладбище площадью около 2 гектаров было заложено в Жмигруде в начале XVI века. Первые письменные свидетельства о кладбище в Жмигруде относятся к 1410 году. Во время Второй мировой войны кладбище значительно пострадало. До настоящего времени сохранилось 250 могильных надгробий, сто из которых находятся в хорошем состоянии. Самое старое надгробие датируется 1742 годом.
После войны на кладбище было произведено два новых захоронения. В 1955 году на кладбище был похоронен Пинкас Вольмут, который был последним евреем, проживавшим в Жмигруде.
23 ноября 1990 года кладбище было внесено в реестр исторических памятников Подкарпатского воеводства (№ А-228).

## Источник
Przemysław Burchard: Pamiątki i zabytki kultury żydowskiej w Polsce. Warszawa: 1990, стр. 229.